# Rosemary Harris
Rosemary Harris (Ashby, Suffolk, Anglaterra, 19 de setembre de 1927) és una actriu anglesa nominada al premi Oscar i guanyadora d'un Tony. És coneguda pel seu paper en Spiderman, Spider-Man 2 y Spider-Man 3 com la Tia May.

## Biografia
Rosemary Harris, filla d'Enid Maude Frances Campion i Stafford Berkley Harris, va néixer a Ashby, Suffolk, Anglaterra. La seva àvia Bertha era originària de Romania. El seu pare era membre de la Royal Air Force, i a causa d'això Rosemary va viure amb la seva família a l'Índia durant la seva infantesa. Va estudiar en col·legis religiosos i posteriorment va estudiar en la Royal Academy of Dramatic Art des de 1951 a 1952.

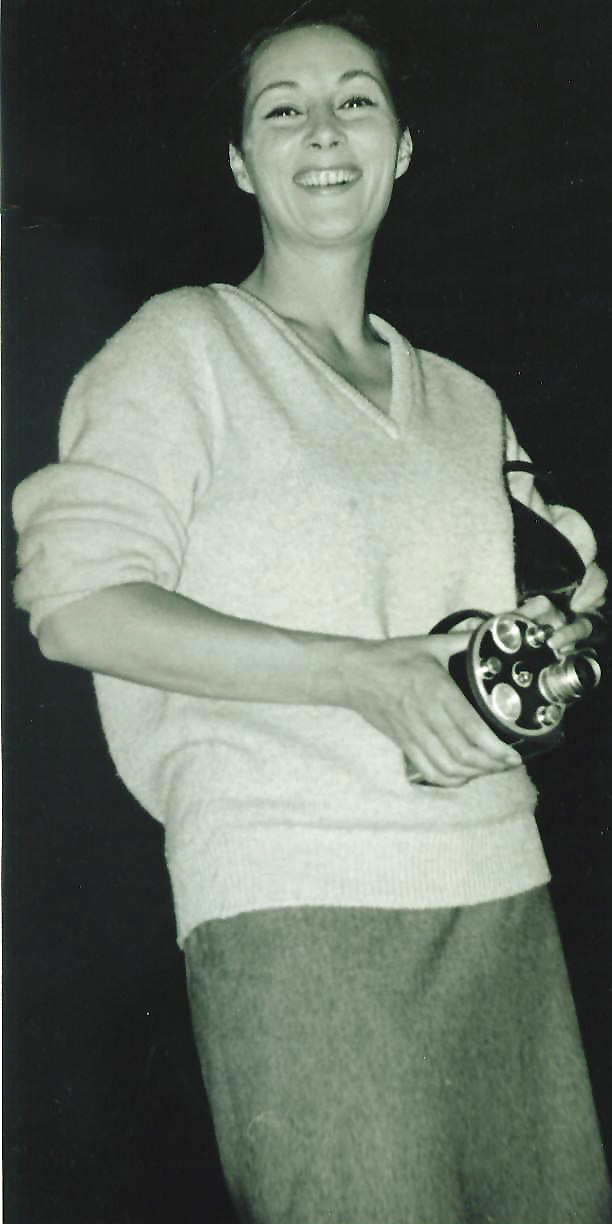
Rosemary al juliol de 1962.

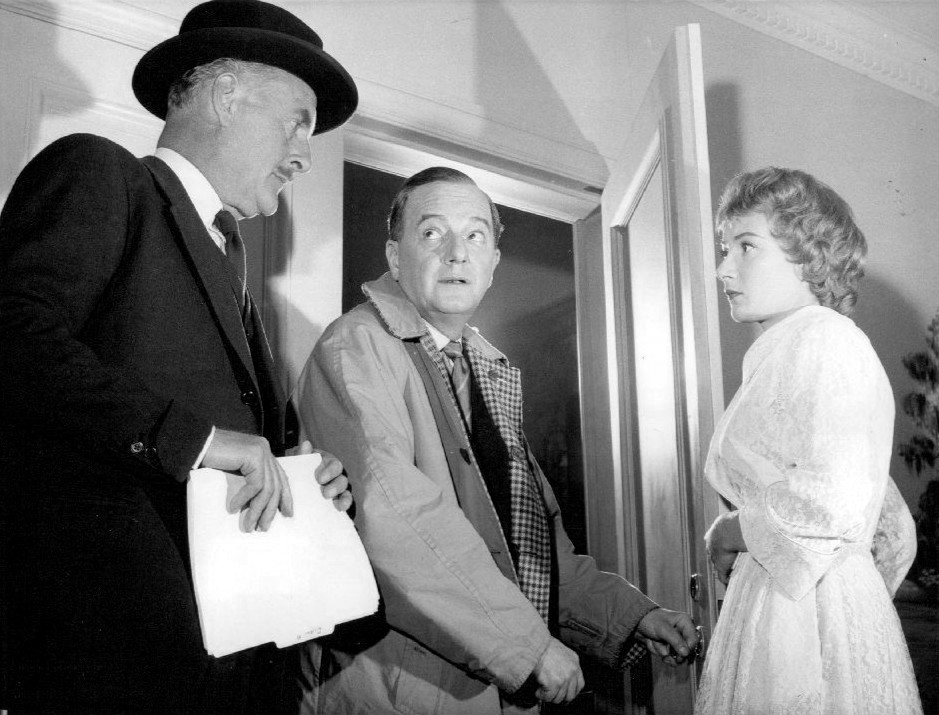
A la foto d'esquerra a dreta: John Williams, Maurice Evans i Rosemary

Va començar a guanyar experiència en la seva carrera professional en el Repertory Theatre anglès (el 1948 va actuar en Kiss and Tell a Eastbourne amb Tilsa Page i John Clark) abans d'entrar en la Royal Academy of Dramatic Art. La seva primera aparició va ser a Nova York el 1951 en Climate of Eden de Moss Hart. Va tornar a Anglaterra per al seu debut en The Seven Year Itch en el West End, en cartellera un any en l'Aldwich. Posteriorment va començar un període d'interpretacions d'obres clàssiques en el Teatre Bristol Old Vic i després en el Old Vic.
La seva primera pel·lícula va ser Beau Brummell amb Stewart Granger i Elizabeth Taylor. Una gira amb The Old Vic la va portar de retorn a Broadway en la producció de Tyrone Guthrie Troilus and Cressida. Va conèixer a Ellis Rabb que tenia plans de començar la seva carrera com a productor a Broadway. El 1959, va establir la Association of Producing Artist (APA), i al desembre d'aquest mateix any Harris i Rabb van contreure matrimoni. Durant els dos anys següents van combinar les seves energies per fer de l'APA un èxit. El 1962 Harris va tornar a Anglaterra al Chichester Festival Theatre de Laurence Olivier. El 1964 va ser Ofelia en l'Hamlet de Peter O'Toole per a la inauguració del nou Royal National Theatre de la Gran Bretanya.
Va tornar a Nova York per treballar amb l'APA. Va participar com Elionor d'Aquitània en El lleó a l'hivern, una actuació que li va valer un Premi Tony el 1966. Rabb la va dirigir com a Masha en Guerra i pau el 1967, el mateix any en què es van divorciar. Poc després Harris es va casar amb l'escriptor americà John Ehle. El matrimoni es va establir a Carolina del Nord, i va ser allà on va néixer la seva filla Jennifer.

## Filmografia
| Any  | Títol                                                                        | Paper              |
| ---- | ---------------------------------------------------------------------------- | ------------------ |
| 1954 | Beau Brummell                                                                | Sra. Fitzherbert   |
| 1977 | The Royal Family                                                             | Julie Cavendish    |
| 1978 | Holocaust                                                                    | Berta Palitz Weiss |
| 1978 | Els nens del Brasil                                                          | Sra. Doring        |
| 1983 | The Ploughman's Lunch                                                        | Ann Barrington     |
| 1992 | The Camomile Lawn                                                            | Calypso            |
| 1994 | Tom & Viv                                                                    | Rose Haigh-Wood    |
| 1996 | Hamlet                                                                       |                    |
| 1996 | Mort d'un viatjant                                                           | Linda              |
| 1999 | Sunshine                                                                     | Valerie Sors       |
| 1999 | My Life So Far                                                               | Gamma              |
| 2002 | Spider-Man                                                                   | May Reilly Parker  |
| 2004 | Spider-Man 2                                                                 | May Reilly Parker  |
| 2004 | Coneixent la Julia                                                           | Mare de Julia      |
| 2004 | Belonging                                                                    | May Copplestone    |
| 2007 | Spider-Man 3                                                                 | May Reilly Parker  |
| 2007 | Abans que el diable sàpiga que has mort (Before the Devil Knows You're Dead) | Nanette            |
| 2008 | Is Anybody There?                                                            | Elsie              |
| 2010 | Law & Order: Special Victims Unit                                            | Francine Brooks    |
| 2010 | Radio Free Albemuth                                                          |                    |
| 2012 | This Means War                                                               | Nana Foster        |
| 2014 | The Money                                                                    | Ellen Knox         |

## Teatre
- The Road to Mecca, 2012
- The Royal Family, 2009
- Waiting in the Wings, 1999
- A Delicate Balance, 1996
- An Inspector Calls, 1994
- Lost in Yonkers, 1991
- Hay Fever, 1985
- Pack of Lies, 1985
- Heartbreak House, 1983
- The Royal Family, 1975
- A Streetcar Named Desire, 1973
- The Merchant of Venice, 1973
- Old Times, 1971
- War and Peace, 1967
- You Can't Take It With You, 1967
- The Wild Duck, 1967
- We, Comrades Three, 1966
- Right You Are If You Think You Are, 1966
- The School for Scandal, 1966
- The Lion in Winter, 1966
- You Can't Take It With You, 1965
- The Tumbler, 1960
- The Disenchanted, 1958
- Interlock, 1958
- Troilus and Cressida, 1956
- The Climate of Eden, 1952

## Premis
| Any  | Categoria                           | Pel·lícula | Resultat |
| ---- | ----------------------------------- | ---------- | -------- |
| 1994 | Oscar a la millor actriu secundària | Tom i Viv  | Nominada |